# 세이프티 카

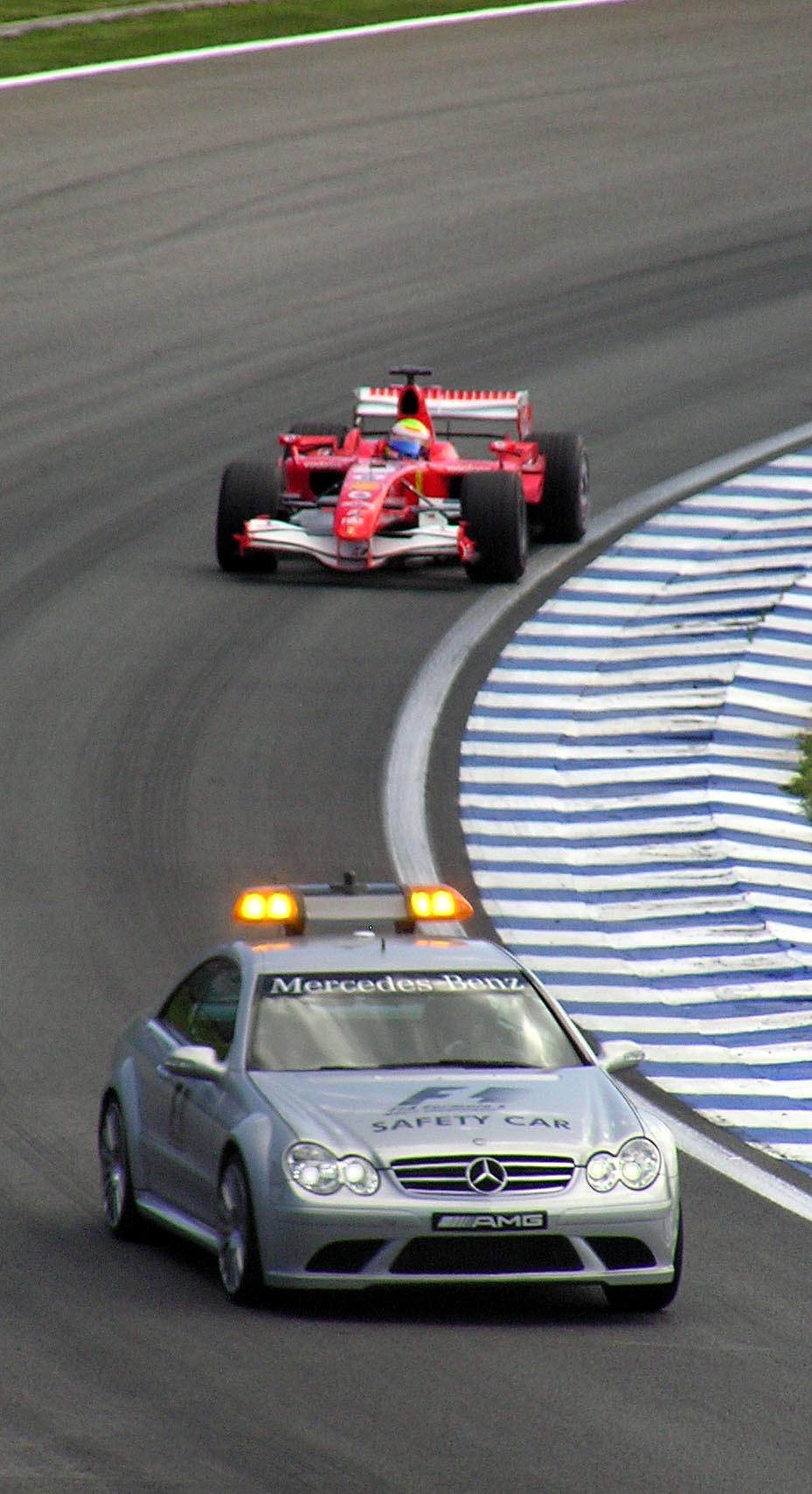
2006년 포뮬러 원 브라질 그랑프리에서의 세이프티 카

모터스포츠에서 세이프티 카(safety car) 또는 페이스 카(pace car)는 경주로 상에 장애물이 발생하거나 기상이 악화하는 등 주의가 필요한 상황에 경주로에서 경쟁 중인 차량이나 모터사이클의 속도를 제한하는 차량을 뜻한다.
세이프티 카의 주된 목적은 마셜이 더 안전한 조건에서 장애물을 처리하거나, 기상이 개선되어 경주로가 경주에 더 적합하게 변화하기를 기다리도록 하는 것이다. 세이프티 카를 따라감으로써 경쟁 차량들은 타이어의 온도를 최대한 작동 온도에 맞추면서 동시에 엔진을 과열시키지 않게 되고, 경주를 완전히 정지하고 다시 시작하는 것보다 경기에 소모되는 시간을 줄일 수 있다.
주의가 필요한 상황에 세이프티 카는 경주 선두 앞으로 경주로에 진입한다. 경주 규정에 따라 일반적으로 경쟁자들은 세이프티 카나 다른 경쟁자를 추월할 수 없게 되며, 세이프티 카가 정해진 속도로 차량들 앞에서 달리게 된다. 이러한 상황이 종료되면 세이프티 카는 경주로를 이탈하며 경쟁자들이 경주를 재개한다. 모터스포츠에서 이러한 안전 조치는 1911년 인디애나폴리스 500에서 페이스 카가 전개되면서 시작된 것으로 알려져 있다.